# L’Alfàs del Pi
L’Alfàs del Pi község Spanyolországban, Alicante tartományban. Lakosainak száma 20 160 fő (2024). L’Alfàs del Pi Altea, Benidorm és La Nucia községekkel határos.

## Népesség
A település lakosságának változását az alábbi diagram mutatja:
| Lakosok száma | 14 980 | 14 656 | 18 469 | 21 011 | 21 670 | 21 357 | 21 494 | 20 482 | 20 495 | 20 160 |
|               | 2001   | 2004   | 2006   | 2009   | 2011   | 2014   | 2016   | 2019   | 2021   | 2024   |